# Rivière du Cap Rouge
La rivière du Cap Rouge est une rivière se jetant sur la rive nord du fleuve Saint-Laurent à la hauteur du quartier de Cap-Rouge, à Québec, dans la région administrative de la Capitale-Nationale, dans la province de Québec, au Canada. Le bassin versant de la rivière du Cap Rouge s'étend dans :
- la municipalité régionale de comté (MRC) de La Jacques-Cartier : Sainte-Catherine-de-la-Jacques-Cartier ;
- l'agglomération de Québec : L'Ancienne-Lorette, Saint-Augustin-de-Desmaures et la ville de Québec.

La vallée de la rivière du Cap Rouge est surtout desservie par la route 367 (route de Fossambault) qui est perpendiculaire au fleuve Saint-Laurent, le chemin du rang des Mines (sur la rive sud de la partie supérieure), la route 138 (boulevard Wilfrid-Hamel), le boulevard Auclair, l'avenue Le Gendre, le boulevard de la Chaudière, la rue Provencher et la rue Saint-Félix.
La surface de la rivière du Cap Rouge (sauf les zones de rapides) est généralement gelée de début décembre à fin mars ; la circulation sécuritaire sur la glace se fait généralement de fin décembre à début mars. Le niveau de l'eau de la rivière varie selon les saisons et les précipitations ; la crue printanière survient en mars ou avril.

## Géographie

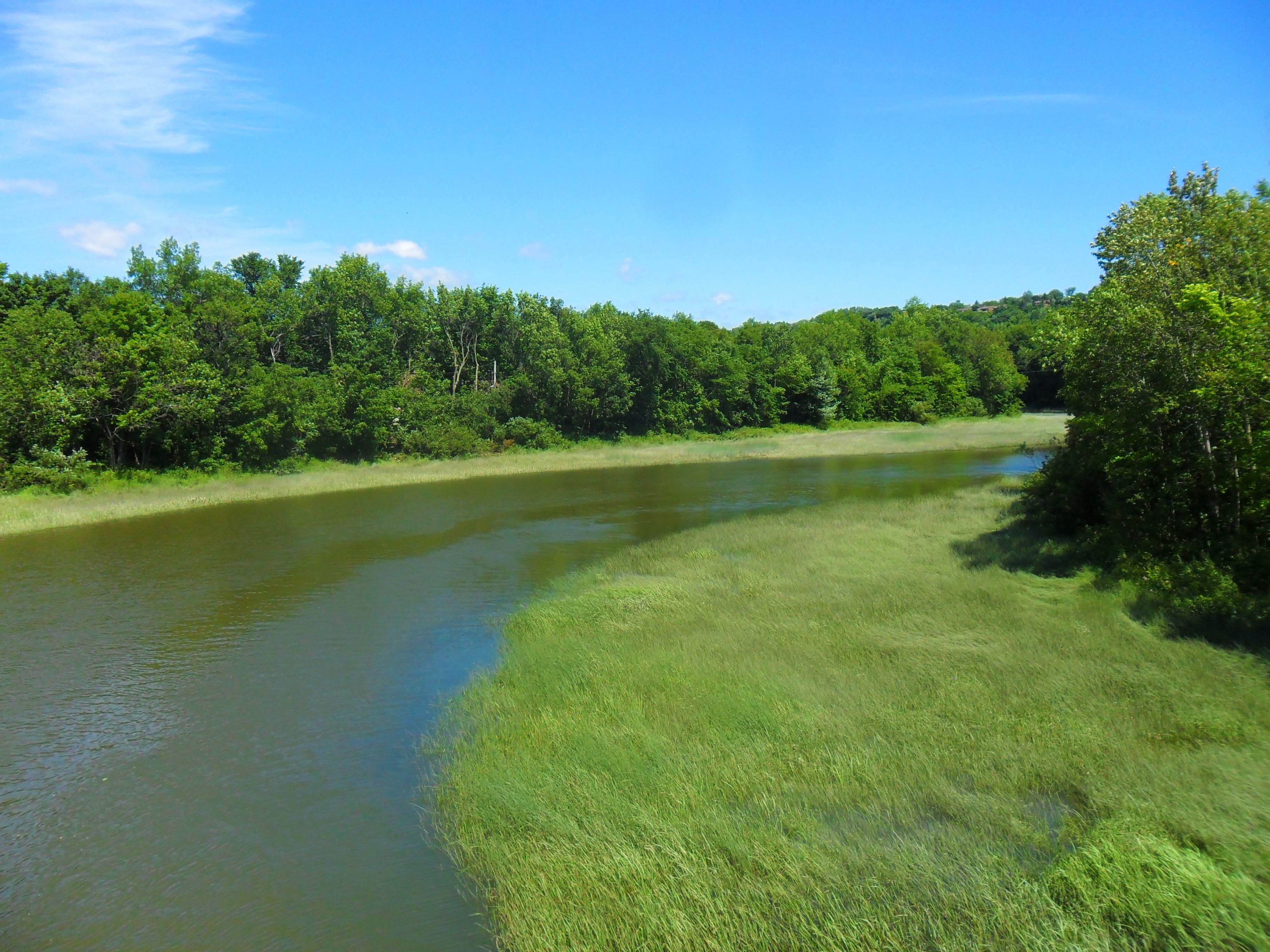
Rivière du Cap Rouge

La rivière prend naissance au pied du Mont Bélair et de la Butte du Petit-Capsa, dans les premiers contreforts des Laurentides  et se jette ensuite dans l'estuaire fluvial du Saint-Laurent. Elle est principalement alimentée par 13 tributaires, tous des ruisseaux prenant également leur source au pied du Mont Bélair. En milieu urbain, ses rives et son couvert végétal ont été bien conservés, notamment par la création de parcs municipaux - quoique certains secteurs dénudés de couvert sont sensibles à l'érosion. À cet égard, des consultants en ingénierie ont constaté en 2007 que 203 mètres de rive dans le quartier de l'Aéroport et 65 m dans le quartier Cap-Rouge nécessitaient des travaux de stabilisation. 
Les principaux bassins versants voisins sont :
- à l'ouest : la rivière Noire  (rivière aux Pommes) et la rivière à Matte, dans le secteur de Neuville ;
- au nord-ouest : la rivière aux Pommes ;
- au sud : le versant du lac Saint-Augustin et la rivière des Roches ;
- au nord : ruisseau Notre-Dame, rivière Lorette, rivière Saint-Charles.

Sur son parcours, la rivière traverse les quartiers : « Le Grand Village », le « Quartier Laurentien », Jouvence et Cap-Rouge. En fin de parcours, la rivière passe sous le tracel de Cap-Rouge, un pont surélevé du chemin de fer exploité par le Canadien National. La rivière se déverse dans l'anse du Cap Rouge dans le fleuve Saint-Laurent. Dans la Ville de Québec, les parcs municipaux de Champigny, des Écores et de Lorraine sont également situés sur les rives de la rivière, en plus de plusieurs kilomètres de sentiers aménagés.
À partir de sa source, la rivière du Cap Rouge coule sur environ 22 km, avec une dénivellation de 134 m, selon les segments suivants :
- 1,3 km vers l'est en zone forestière, jusqu'au pont du rang Petit-Capsa dans Saint-Augustin-de-Desmaures ;
- 3,7 km vers le sud-est d'abord en zone forestière, puis en zone agricole en coupant le chemin du 4e rang ouest, le chemin de fer du Canadien National, le chemin du 3e rang ouest, jusqu'au ruisseau du Grand-Village (venant du sud-ouest) ;
- 5,2 km vers le nord-est en coupant le chemin du 3e rang (à l'ouest du hameau Le Grand-Village), la route de Fossambault, en recueillant le ruisseau Béland (venant du nord-ouest), le ruisseau Jaune (venant du nord-ouest) et le ruisseau Bélair (venant du nord), et en entrant dans le territoire de Sainte-Foy-Sillery-Cap-Rouge en fin de segment, jusqu'à la rivière Lorette (venant du nord) ;
- 5,9 km vers l'est en formant de grands serpentins où des parcs municipaux sont aménagés, en coupant le chemin du rang Saint-Denis, jusqu'au boulevard Wilfrid-Hamel (route 138) ;
- 3,4 km vers le nord-est en zone urbaine en faisant une courbe vers le sud et en formant plusieurs serpentins, en coupant la route Jean-Gauvin et l'avenue Jules-Verne, jusqu'à l'autoroute 40 ;
- 4,4 km vers le sud en zone urbaine, en coupant l'avenue Blaise-Pascal, la rue Provancher, le boulevard de la Chaudière, la rue Augustin-Bourbeau, le pont ferroviaire du Canadien Pacifique et la rue Saint-Félix, jusqu'à son embouchure[8].

## Toponymie
Le toponyme rivière du Cap Rouge tire son origine du cap Rouge, situé tout juste à l'est de son embouchure. Elle est parfois désignée « Rivière du Domaine », car elle traverse l'ancien domaine seigneurial de Gaudarville. L'explorateur Jacques Cartier est le premier européen à la décrire.
Le toponyme rivière du Cap Rouge a été officialisé le 5 décembre 1968 à la Commission de toponymie du Québec.